# 마이클 월런트
마이클 월런트(Michael Wallent, 1969년 2월 ~ )는 미국 마이크로소프트의 기업인이다.
인터넷 익스플로러와 DHTML 개발을 관리하였다.
2007년 트랜스여성으로 커밍아웃하여 메건 월런트(Megan Wallent)라는 새 이름을 밝혔으나, 2013년에 호르몬 치료로 인한 혈전 위험으로 성전환 과정을 그만두었다.